# Cleveland Browns 1952
La stagione 1952 dei Cleveland Browns è stata la terza della franchigia nella National Football League, la settima complessiva. La squadra chiuse la stagione regolare con un record di 8–4, perdendo contro i Detroit Lions nella finale di campionato. Fu la settima finale consecutiva per Cleveland tra NFL e AAFC.

## Roster
| Roster dei Cleveland Browns nel 1952 |
| --- |
| Quarterback - 60 Otto Graham - 16 George Ratterman Running Back - 90 Rex Bumgardner - 84 Ken Carpenter - 44 Sherman Howard - 82 Tommy James - 86 Dub Jones - 80 Warren Lahr - 94 Don Phelps - 15 Bert Rechichar - 96 Don Shula - 70 Emerson Cole - 72 Chick Jagade - 76 Marion Motley Wide Receiver - 83 Pete Brewster - 53 Len Ford - 59 Horace Gillom - 56 Dante Lavelli - 26 Ray Renfro - 58 Mac Speedie - 52 George Young Tight End {{{te}}} Offensive Linemen - 64 Abe Gibron - 32 Lin Houston - 34 Walt Michaels - 68 Ed Sharkey - 65 Joe Skibinski - 30 Bill Willis - 22 Frank Gatski - 20 Hal Herring - 24 Tommy Thompson - 74 Bob Gain - 46 Lou Groza - 79 Jerry Helluin - 45 John Kissell - 42 Derrell Palmer - 49 John Sandusky Defensive Linemen {{{dl}}} Linebacker {{{lb}}} Defensive Back {{{db}}} Special Team {{{st}}} |
| Legenda - I rookie sono in corsivo. - Il primo ruolo è il principale mentre gli eventuali successivi indicano i ruoli secondari. - (IR) sta per Injured Reserve ed indica la lista ristretta per un solo giocatore infortunato che può tornare ad allenarsi dopo la settimana 6 e a rientrare in prima squadra dopo che questa ha giocato 8 partite. - (NF-Inj.) / (NF-Ill.) stanno rispettivamente per Non-Football Injured e Non-Football Illness ed indicano le liste dove viene inserito un giocatore che ha un infortunio o una malattia non dipendente dal football americano. - (PUP) sta per Physically Unable to Perform ed indica la lista dove viene inserito un giocatore mentre è in attesa di recuperare la condizione fisica. Nella stagione regolare dopo la sesta partita giocata dalla propria squadra, il giocatore ha tempo tre settimane per riprendere ad allenarsi, più tre settimane aggiuntive dal suo rientro agli allenamenti per rientrare in prima squadra. |

## Calendario
| Stagione regolare |              |                        |           |        |                             |          |         |
| Turno             | Data         | Avversario             | Risultato | Record | Stadio                      | Pubblico | Sintesi |
| 1                 | 28 settembre | Los Angeles Rams       | V 37–7    | 1–0    | Cleveland Municipal Stadium | 57,832   | Recap   |
| 2                 | 4 ottobre    | at Pittsburgh Steelers | V 21–20   | 2–0    | Forbes Field                | 27,923   | Recap   |
| 3                 | 12 ottobre   | New York Giants        | S 9–17    | 2–1    | Cleveland Municipal Stadium | 51,858   | Recap   |
| 4                 | 19 ottobre   | at Philadelphia Eagles | V 49–7    | 3–1    | Shibe Park                  | 27,874   | Recap   |
| 5                 | 26 ottobre   | Washington Redskins    | V 19–15   | 4–1    | Cleveland Municipal Stadium | 32,496   | Recap   |
| 6                 | 2 novembre   | at Detroit Lions       | S 6–17    | 4–2    | Briggs Stadium              | 56,029   | Recap   |
| 7                 | 9 novembre   | Chicago Cardinals      | V 28–13   | 5–2    | Cleveland Municipal Stadium | 34,097   | Recap   |
| 8                 | 16 novembre  | Pittsburgh Steelers    | V 29–28   | 6–2    | Cleveland Municipal Stadium | 34,973   | Recap   |
| 9                 | 23 novembre  | Philadelphia Eagles    | S 20–28   | 6–3    | Cleveland Municipal Stadium | 28,948   | Recap   |
| 10                | 30 novembre  | at Washington Redskins | V 48–24   | 7–3    | Griffith Stadium            | 22,679   | Recap   |
| 11                | 7 dicembre   | at Chicago Cardinals   | V 10–0    | 8–3    | Comiskey Park               | 24,541   | Recap   |
| 12                | 14 dicembre  | at New York Giants     | S 34–37   | 8–4    | Polo Grounds                | 41,610   | Recap   |

Nota: gli avversari della propria conference sono in grassetto.

### Playoff
| Finale |             |               |           |        |                             |          |         |
| Turno  | Data        | Avversario    | Risultato | Record | Stadio                      | Pubblico | Sintesi |
| Finale | 28 dicembre | Detroit Lions | S 7–17    | 0–1    | Cleveland Municipal Stadium | 50,934   | Recap   |

## Classifiche
| NFL American Conference |   |   |   |      |      |     |     |     |
|                         | V | S | P | %    | CONF | PF  | PS  | STR |
| Cleveland Browns        | 8 | 4 | 0 | .667 | 7–3  | 310 | 213 | S1  |
| Philadelphia Eagles     | 7 | 5 | 0 | .583 | 6–4  | 252 | 271 | S1  |
| New York Giants         | 7 | 5 | 0 | .583 | 5–4  | 234 | 231 | V1  |
| Pittsburgh Steelers     | 5 | 7 | 0 | .417 | 4–5  | 300 | 273 | S1  |
| Chicago Cardinals       | 4 | 8 | 0 | .333 | 3–7  | 172 | 221 | S2  |
| Washington Redskins     | 4 | 8 | 0 | .333 | 4–6  | 240 | 287 | V2  |

Note: I pareggi non venivano conteggiati ai fini della classifica fino al 1972.